# Château du Châtelier (Mayenne)
Le château du Châtelier est un château français situé à Saint-Berthevin, dans le département de la Mayenne et la région des Pays de la Loire. Il est situé à 500 mètres à l'ouest du bourg, sur le Vicoin. Le marbre de Saint-Berthevin s'extrayait surtout au Châtelier.

## Désignation
- Feodum Theobaldi de Chatellerio, 1241 (Bulletin, t. XX, p. 174-175).
- « La terre et appartenance, fief et domaine du Chastelier, avec cour, vergers, jardins, touche de bois anciens, plesses, faux et meurgers à connils, droit de garenne », 1458 (Cabinet de Louis-Julien Morin de la Beauluère, Recherches manuscrites, t. VII, p. 25).
- Seigneurie et belle maison, 1780 (Pierre-François Davelu).

## Histoire
La seigneurie relevait du Comté de Laval par la châtellenie de Saint-Berthevin. Un moulin existait en 1407. A la fin du XIXe siècle, le Châtelier, avait un parc clos de mur, une vallée boisée, des charmilles avec terrasse donnant sur la route de Bretagne, et était la maison de campagne du Grand-Séminaire de Laval. La ferme en a été distraite en 1873.
La chapelle est au nombre de celles dont on demande la conservation en l'an XII. Il y avait au Châtelier un poste républicain. Hayer qui en avait le commandement écrit au Comité révolutionnaire le 10 floréal an II qu'il a été nommé par le général Louis François Jean Chabot : « Je suis fâché, dit-il, si vous ne vous entendez pas ensemble. » Le 9 frimaire an III, le poste découvre derrière le four deux paquets de papiers qui sont remis au citoyen Pontavice, commandant à Laval.

## Marbre
Le Châtelier ou Châtelet  a fourni les premières colonnes de retables lavallois au début du XVIIe siècle. Par la suite, sortirent des quantités de colonnes, balustres, plaques que l'on peut trouver sur les façades des églises de l'Ouest de la France, ou encore qui contribue à la décoration de La Sorbonne, du Louvre, de la Malmaison. Adnette Gastin, veuve de Jean Garnier, fait défense à « Étienne Corbineau et autres architecteurs de tirer ni faire tirer de la pierre de marbre sur la terre du Chastellier. » Les architectes s'empressèrent de signer avec la dame Garnier des conventions individuelles.

## Sources et bibliographie
- « Château du Châtelier (Mayenne) », dans Alphonse-Victor Angot et Ferdinand Gaugain, Dictionnaire historique, topographique et biographique de la Mayenne, Laval, A. Goupil, 1900-1910 [détail des éditions] (BNF 34106789, présentation en ligne)